# Френкель Віктор Якович
Ві́ктор Я́кович Фре́нкель (23 лютого 1930, Ленінград — 7 лютого 1997) — російський фізик та історик науки. Доктор фізико-математичних наук, професор Санкт-Петербурзького державного технічного університету.

## Біографія
Народився в сім'ї фізика-теоретика Якова Ілліча Френкеля та Сарри Ісааківни Френкель (у дівочості Гордіної). Закінчив фізико-механічний факультет Ленінградського політехнічного інституту. З 1959 року працював у Фізико-технічному інституті Академії наук.
Автор понад двохсот публікацій, двадцяти двох монографій. Історик дослідження фізики, наукових досліджень у галузі фізики, член Спілки письменників СРСР, редколегії журналу «Звезда», автор книг та статей з історії науки.
Старший брат — Сергій Якович Френкель, фізик, лауреат Державної премії СРСР.

## Публікації

### Книги
- Френкель В. Я., Явелов Б. Е. Эйнштейн — изобретатель / Отв. ред. Б. Г. Кузнецов. — Москва : Наука, 1982. — 161 с. — (История науки и техники) — 126000 прим. (обл.)
- Френкель В. Я. Яков Ильич Френкель. — Москва — Ленінград, 1966. — 471 с.
- Френкель В. Я. Пауль Эренфест. — Москва : Наука, 1971; 1978 (2-е изд.).
- Френкель В. Я. Петр Борисович Козловский, 1783—1840. — Ленінград : Наука, 1978. — С. 142.
- Горелик Г. Е., Френкель В. Я. Матвей Петрович Бронштейн, 1906—1938. — Москва : Наука, 1990.
- Френкель В. Я. Профессор Фридрих Хоутерманс: работы, жизнь, судьба. — Санкт-Петербург : Изд-во ПИЯФ РАН, 1997.

### Статті
- В. Я. Френкель. Профессор Дирак и советские физики // УФН. — 1987. — Т. 153, вып. 9, № 1. — С. 173—186.
- Другие статьи В. Я. Френкеля в УФН
- Френкель В. Я., Дьяков Б. Б.. Предвидение и реальность. Писатели и учёные об угрозе самоуничтожения человечества // Вестник РАН. — 1997. — № 2 (26 березня).